# شلدن ترنر
شلدن ترنر (انگلیسی: Sheldon Turner) فیلم‌نامه‌نویس و تهیه‌کننده فیلم اهل ایالات متحده آمریکا است.
از فیلم‌ها یا مجموعه‌های تلویزیونی که وی در آن‌ها نقش داشته است، می‌توان به طولانی‌ترین فاصله، کشتار با اره‌برقی در تگزاس: سرآغاز، بالا در آسمان و مردان ایکس: کلاس اول اشاره نمود.